# 豪华家竞技场
本特勒竞技场（德語：Benteler Arena）是一座位于德国帕德博恩的多功能体育场，于2005年7月至2008年7月期间兴建，以取代原有的赫尔曼·洛恩斯体育场。该场馆建成后的首场比赛是由帕德博恩07以对阵多特蒙德（1比2），共有15,300名观众到场观看，这也是该体育场的最大容量。